# چچم پرگل
چچم پرگل (نام علمی: Lolium multiflorum) نام یک گونه از سرده چچم است.